# 動物從天而降
動物從天而降是一種罕見的气象現象，指不會飛行的动物從天空降下。這類事件經常被記錄下來。其中一個解說指出，海龙卷風間中會吹起魚類和青蛙等的動物，並將它們送到幾公里外的地方。然而，這說法並未被科學家證明。

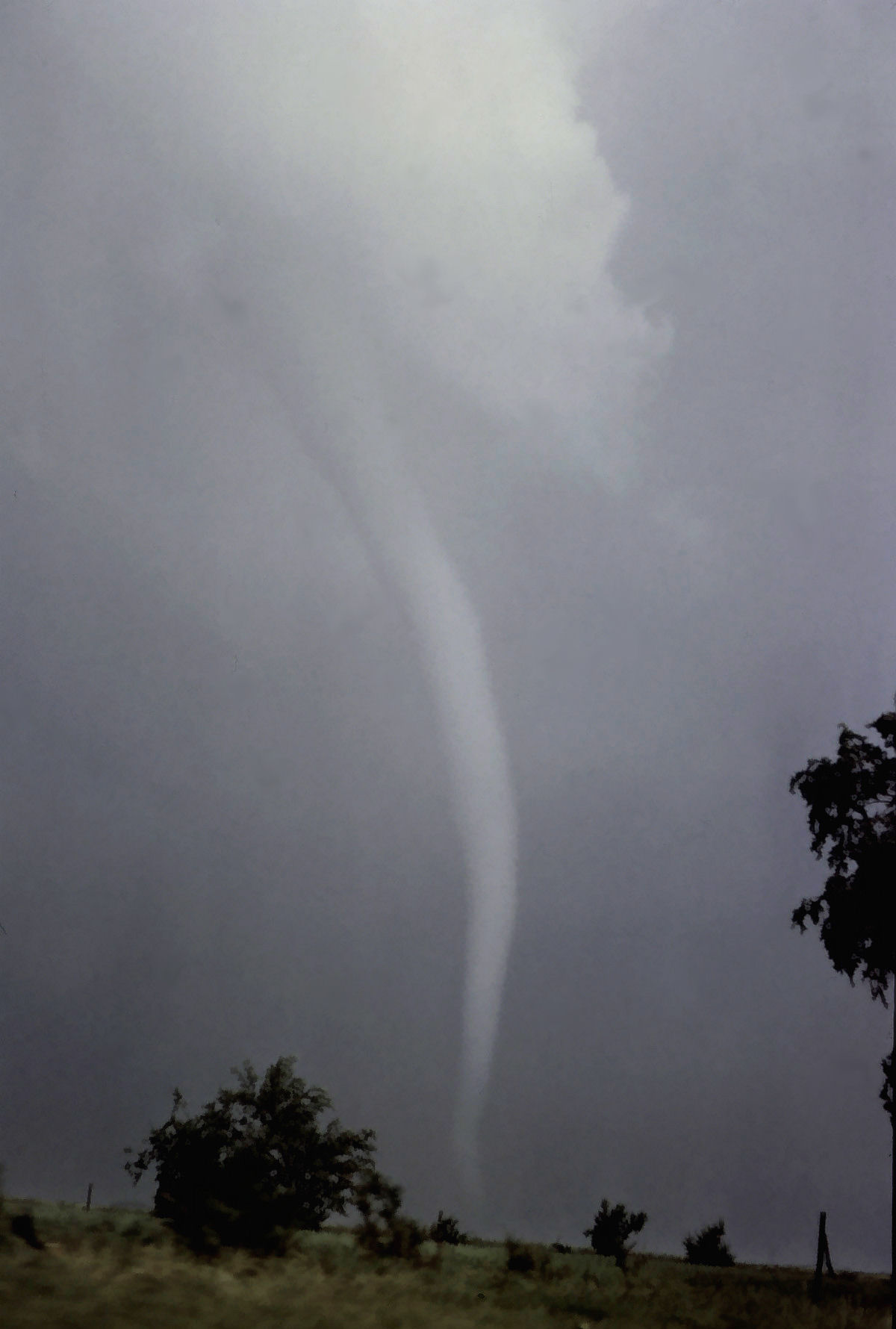
龙卷风和水龙卷可能會提起动物，把他們吹到數英里外的地方。

## 歷史
有關動物從天而降的報告在歷史中經常出現。 公元前一世紀，古羅馬的自然學家老普林尼記載了魚雨和青蛙雨。1794年，一些法國士兵在大雨時看到蟾蜍從天而降。部分洪都拉斯的居民亦聲稱，魚雨在每個夏天都會發生。

## 解釋
法國物理學家安德烈-馬里·安培 (1775–1836)是認真看待此現象的科學家之一。安德烈認為青蛙和蟾蜍間中成群在郊野出現，而強風會把牠們吹到很遠的地方。
1861年，魚雨在新加坡出現後，法國自然學家弗朗西斯－卡斯泰尔诺推測一群蟾鬍鯰正在遷徙，跟隨雨水坑移動，所以才造成被報告的現象。
這些動物有時在墮下後仍然生存，證明動物在升天後不久就著地了。一些觀察過「青蛙雨」的人形容，動物們看起來很吃驚，但仍然十分健康，很快就展現出正常的行為。 在某些事件中，動物會被凍死，甚至被包裹在冰中。有時，只有動物碎肢從天而降，而不是整隻動物。
一個可能的解釋涉及海龙卷風。根據這個假設，水龍捲將動物吹至較高的高度，令他們被吹到較遠的距離。由於從天而降的動物往往是小型和水生的 ，而且動物在雨後才出現，這個理論似乎是可信的。然而，這個理論不能解釋為何只有一種動物被吹走，而不是在同一區域生存的多種物種。

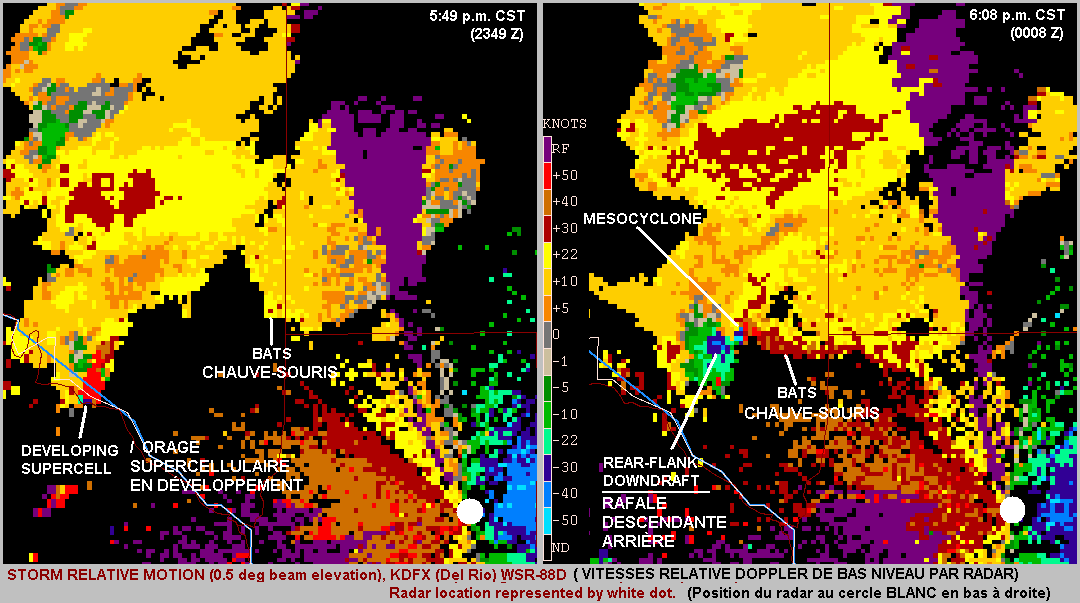
從美國德州傳來的多普納圖像，當中顯示暴風雨和蝙蝠相撞。紅色代表飛入暴風雨的動物。

假如從天而降的動物是鳥類的話，風暴可能控制了一群飛行中的雀鳥（尤其是在遷徙的時候）。右圖顯示了一個例子，當中一群蝙蝠進入了紅色的區域，被雷雨控制。這類事件容易影響雀鳥，令牠們在飛行時被殺掉或者墮下。（相反，不懂飛行的動物首先需要被外力吹高，然後才能從天而降。） 有時候，一大群的雀鳥會被吹落，例如是一群黑鸟在2010年，於美国從天而降。雀鳥有時亦會因為惡劣天氣或煙火而迷失方向，撞向樹木和建築物等的物件，從而殺死牠們，或者令他們受驚並跌死。 考慮到一群雀鳥可數以百萬計地聚集，在美國發生的「鳥雨」不算十分壯觀 。然而，這件事在瑞典和意大利等地仍然造成反響，甚至引致同類的報告 。許多科學家推測，這種大量死亡的事件常常發生，但通常會被忽視。